# Vladimir Stankić
Vladimir Stankić (ur. 11 października 1994) – serbski zapaśnik walczący w stylu klasycznym. Brązowy medalista igrzysk śródziemnomorskich w 2018. Mistrz śródziemnomorski w 2016. Wicemistrz Europy do lat 23 w 2015 roku.